# (4216) Neunkirchen
(4216) Neunkirchen es un asteroide perteneciente al cinturón de asteroides, descubierto el 14 de enero de 1988 por Henri Debehogne desde el Observatorio de La Silla, Chile.

## Designación y nombre
Designado provisionalmente como 1988 AF5. Fue nombrado Neunkirchen en homenaje a Neunkirchen en la Baja Austria, lugar de nacimiento de los astrónomos Hermann Haupt y Gerhard Hahn.